# Klaus Engel (Manager)
Klaus Arthur Engel (* 21. April 1956 in Duisburg) ist ein deutscher Chemiker und Manager. Er war von 2009 bis 2017   Vorstandsvorsitzender der Evonik Industries AG und von 2010 bis 2012 Präsident des Verbandes der Chemischen Industrie.

## Leben
Engel studierte von 1974 bis 1980 Chemie an der Ruhr-Universität Bochum. Nach dem Diplom wurde er 1984 mit einer Arbeit aus dem Bereich der metallorganischen Chemie promoviert.
Er trat dann in die Chemische Werke Hüls AG in Marl ein, wo er bis 1989 tätig war. Nach mehreren Stationen in anderen Tochterunternehmen der VEBA übernahm er von 2006 bis 2008 den Vorstandsvorsitz der Degussa, gleichzeitig war er im Rahmen der Fusion ab 2007 Vorstandsmitglied der Evonik Industries AG und war seit 2009 als Nachfolger von Werner Müller deren Vorstandsvorsitzender.
Ende Februar 2017 wurde bekannt, dass Engel mit dem Ende der Hauptversammlung von Evonik am 23. Mai 2017 aus dem Amt scheiden wird. Nachfolger im Amt wurde sein Stellvertreter Christian Kullmann.

## Auszeichnung
- 2014: Bundesverdienstkreuz am Bande[3]